# Substituição tangente do arco metade

A substituição de Weierstrass, aqui ilustrada como projeção estereográfica do círculo.

No cálculo integral, a substituição tangente do arco metade ou substituição de Weierstrass é uma substituição usada para encontrar antiderivadas e, portanto, integrais definidas, de funções racionais de funções trigonométricas. Nenhuma generalidade é perdida ao considerar que essas são funções racionais do seno e do cosseno. Michael Spivak escreveu que "A substituição mais sorrateira do mundo é, sem dúvida, essa técnica".

## Euler e Weierstrass
Vários livros a chamam de substituição de Weierstrass, levando o sobrenome de Karl Weierstrass (1815 – 1897), sem citar alguma ocorrência da substituição nos escritos de Weierstrass, mas a técnica aparece bem antes do nascimento de Weierstrass, na obra de Leonhard Euler (1707 – 1783).

## A substituição

Como a substituição de Weierstrass está relacionada à projeção estereográfica.

Começa-se com o problema de encontrar uma antiderivada de uma função racional do seno e do cosseno; e substitui-se {\displaystyle \operatorname {sen}(x)}, {\displaystyle \cos(x)}, e o diferencial {\displaystyle dx} pelas funções racionais de uma variável {\displaystyle t} e produto da função racional de {\displaystyle t} pelo diferencial {\displaystyle dt}, da seguinte maneira:
Seja {\displaystyle t=\tan {\Bigl (}{\frac {x}{2}}{\Bigr )}} onde {\displaystyle -\pi <x<\pi }. Então
{\displaystyle \operatorname {sen} {\Bigl (}{\frac {x}{2}}{\Bigr )}={\frac {t}{\sqrt {1+t^{2}}}}\quad {\text{e}}\quad \cos {\Bigl (}{\frac {x}{2}}{\Bigr )}={\frac {1}{\sqrt {1+t^{2}}}}},
isto é,
{\displaystyle {\begin{aligned}\operatorname {sen} x&={\frac {2t}{1+t^{2}}}\\[6pt]\cos x&={\frac {1-t^{2}}{1+t^{2}}}\\[6pt]dx&={\frac {2}{1+t^{2}}}\,dt.\end{aligned}}}

### Derivação das fórmulas
Seja
{\displaystyle t=\tan {\frac {x}{2}}={\frac {\operatorname {sen} {\frac {x}{2}}}{\cos {\frac {x}{2}}}}.}
Pela fórmula de ângulo duplo e a identidade trigonométrica fundamental, é possível ver que
{\displaystyle {\begin{aligned}\operatorname {sen} x&={\frac {2\operatorname {sen} {\frac {x}{2}}\cos {\frac {x}{2}}}{\operatorname {sen} ^{2}{\frac {x}{2}}+\cos ^{2}{\frac {x}{2}}}}=2\operatorname {sen}({\frac {x}{2}})\cos({\frac {x}{2}})=2\cdot {\frac {t}{\sqrt {t^{2}+1}}}\cdot {\frac {t}{\sqrt {t^{2}+1}}}={\frac {2t}{t^{2}+1}},\end{aligned}}}
{\displaystyle {\begin{aligned}\cos x&={\frac {\cos ^{2}{\frac {x}{2}}-\operatorname {sen} ^{2}{\frac {x}{2}}}{\operatorname {sen} ^{2}{\frac {x}{2}}+\cos ^{2}{\frac {x}{2}}}}=2\cos ^{2}({\frac {x}{2}})-1={\frac {2}{t^{2}+1}}-1={\frac {2-(t^{2}+1)}{t^{2}+1}}={\frac {1-t^{2}}{1+t^{2}}}\end{aligned}}}.
Obtém-se
{\displaystyle {\begin{aligned}\operatorname {sen} x&={\frac {2t}{1+t^{2}}}\\\cos x&={\frac {1-t^{2}}{1+t^{2}}}\end{aligned}}}
Finalmente, como {\displaystyle t=\tan {\Bigl (}{\frac {x}{2}}{\Bigr )}}
{\displaystyle dt={\frac {1}{2}}\sec ^{2}{\Bigl (}{\frac {x}{2}}{\Bigr )}dx={\frac {dx}{2\cos ^{2}({\frac {x}{2}})}}={\frac {dx}{2\cdot {\frac {1}{t^{2}+1}}}}\Longrightarrow dx={\frac {2}{t^{2}+1}}dt}

### Relações do arco metade[7]
{\displaystyle {\begin{aligned}\operatorname {sen} {\frac {x}{2}}&=\pm {\sqrt {\frac {1-\cos x}{2}}}\\\cos {\frac {x}{2}}&=\pm {\sqrt {\frac {1+\cos x}{2}}}\\\tan {\frac {x}{2}}&=\pm {\sqrt {\frac {(1-\cos x)(1+\cos x)}{(1+\cos x)(1+\cos x)}}}=\pm {\sqrt {\frac {1-\cos ^{2}x}{(1+\cos x)^{2}}}}={\frac {\operatorname {sen} x}{1+\cos x}}\end{aligned}}}

## Exemplos

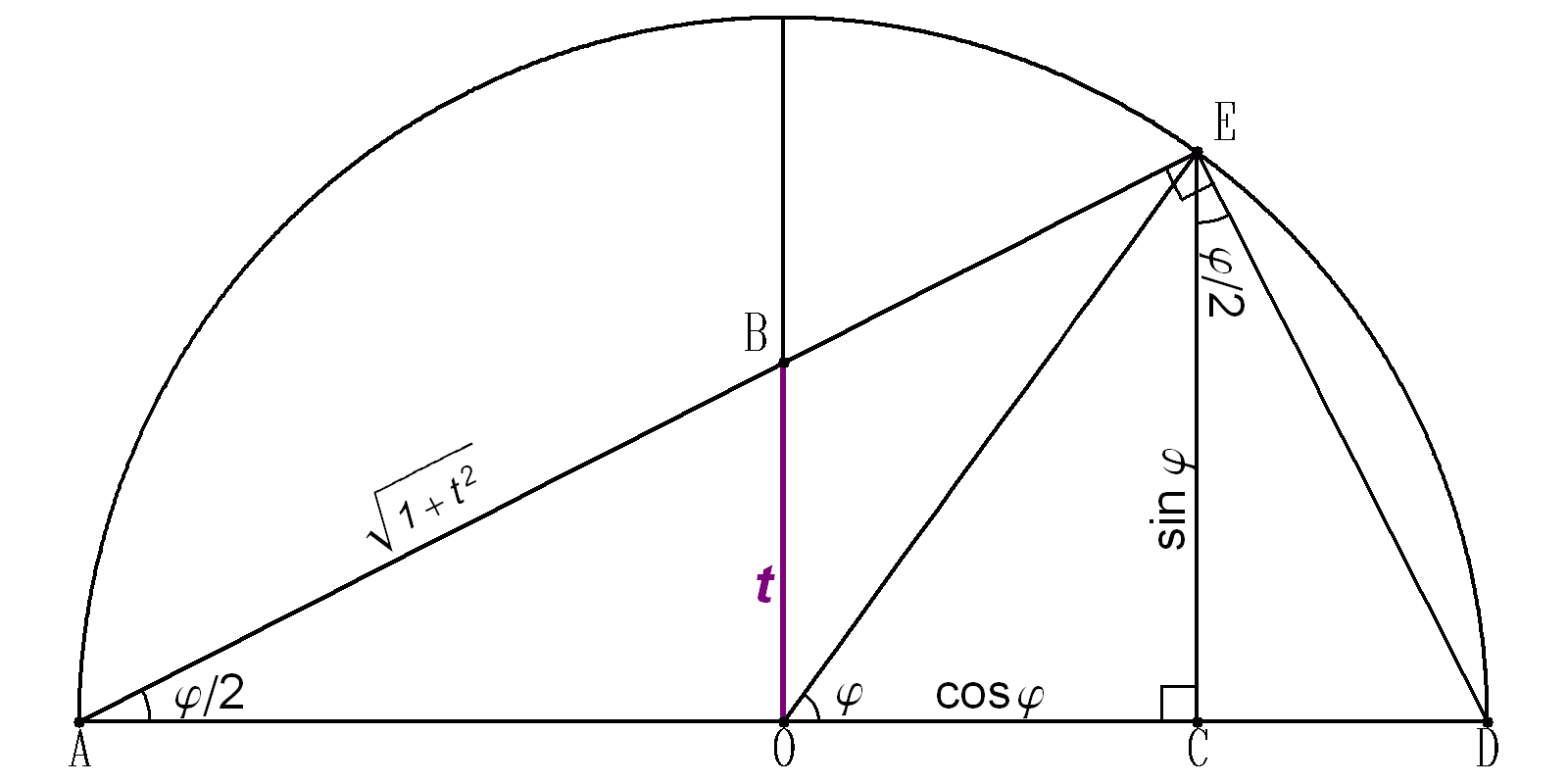
A fórmula da tangente do arco metade relaciona um ângulo à inclinação de uma reta.

### Exemplo 1
{\displaystyle {\begin{aligned}\int \csc x\,dx&=\int {\frac {dx}{\operatorname {sen} x}}\\&=\int \left({\frac {1+t^{2}}{2t}}\right)\left({\frac {2}{1+t^{2}}}\,dt\right)&t&=\tan {\frac {x}{2}}\\&=\int {\frac {dt}{t}}\\&=\ln t+C\\&=\ln \tan {\frac {x}{2}}+C.\end{aligned}}}

### Exemplo 2: uma integral definida
{\displaystyle {\begin{aligned}\int _{0}^{2\pi }{\frac {dx}{2+\cos x}}&=\int _{0}^{\pi }{\frac {dx}{2+\cos x}}+\int _{\pi }^{2\pi }{\frac {dx}{2+\cos x}}\\&=\int _{0}^{\infty }{\frac {2\,dt}{3+t^{2}}}+\int _{-\infty }^{0}{\frac {2\,dt}{3+t^{2}}}&t&=\tan {\frac {x}{2}}\\&=\int _{-\infty }^{\infty }{\frac {2\,dt}{3+t^{2}}}\\&={\frac {2}{\sqrt {3}}}\int _{-\infty }^{\infty }{\frac {du}{1+u^{2}}}&t&=u{\sqrt {3}}\\&={\frac {2\pi }{\sqrt {3}}}.\end{aligned}}}
Na primeira linha, não se substitui simplesmente {\displaystyle t=0} para ambos os limites de integração. A singularidade (neste caso, uma assíntota vertical) de {\displaystyle t=\tan {\frac {x}{2}}} em {\displaystyle x=\pi } deve ser levada em conta.

### Exemplo 3
{\displaystyle {\begin{aligned}\int {\frac {dx}{a\cos x+b\operatorname {sen} x+c}}&=\int {\frac {2dt}{a(1-t^{2})+2bt+c(t^{2}+1)}}\\&=\int {\frac {2dt}{(c-a)t^{2}+2bt+a+c}}\\&={\frac {2}{\sqrt {c^{2}-(a^{2}+b^{2})}}}\arctan {\frac {(c-a)\tan {\frac {x}{2}}+b}{\sqrt {c^{2}-(a^{2}+b^{2})}}}+C\end{aligned}}}
Se {\displaystyle 4E=4(c-a)(c+a)-(2b)^{2}=4(c^{2}-(a^{2}+b^{2}))>0}.

## Geometria

A substituição Weierstrass parametriza o círculo unitário centralizado em. Em vez de e, temos apenas um, nas duas extremidades da reta real. Isso geralmente é apropriado quando se lida com funções racionais e com funções trigonométricas. (Essa é a compactação de um ponto da reta.)

Conforme {\displaystyle x} varia, o ponto {\displaystyle (\cos x,\operatorname {sen} x)} gira repetidamente em torno do círculo unitário centralizado em {\displaystyle (0,0)}. O ponto
{\displaystyle \left({\frac {1-t^{2}}{1+t^{2}}},{\frac {2t}{1+t^{2}}}\right)}
"gira" apenas uma vez ao redor do círculo, conforme {\displaystyle t} passa de {\displaystyle -\infty } a {\displaystyle +\infty }, e nunca atinge o ponto {\displaystyle (-1,0)}, que é abordado como um limite quando {\displaystyle t} se aproxima de {\displaystyle \pm \infty }. Quando {\displaystyle t} passa de {\displaystyle -\infty } a {\displaystyle -1}, o ponto determinado por {\displaystyle t} passa pela parte do círculo no terceiro quadrante, de {\displaystyle (-1,0)} a {\displaystyle (0,-1)}. Quando {\displaystyle t} vai de {\displaystyle -1} a {\displaystyle 0}, o ponto segue a parte do círculo no quarto quadrante de {\displaystyle (0,-1)} a {\displaystyle (1,0)}. Quando {\displaystyle t} passa de {\displaystyle 0} a {\displaystyle 1}, o ponto segue a parte do círculo no primeiro quadrante de {\displaystyle (1,0)} a {\displaystyle (0,1)}. Finalmente, quando {\displaystyle t} vai de {\displaystyle 1} a {\displaystyle +\infty }, o ponto segue a parte do círculo no segundo quadrante de {\displaystyle (0,1)} a {\displaystyle (-1,0)}.
Outro ponto de vista geométrico: Desenhe o círculo unitário e seja {\displaystyle P} o ponto {\displaystyle (-1,0)}. Uma reta através de {\displaystyle P} (exceto a reta vertical) é determinada por sua inclinação. Além disso, cada uma das retas (exceto a reta vertical) cruza o círculo unitário em exatamente dois pontos, um dos quais é {\displaystyle P}. Isso determina uma função dos pontos no círculo unitário às inclinações. As funções trigonométricas determinam uma função dos ângulos aos pontos no círculo unitário e, combinando essas duas funções, temos uma função dos ângulos às inclinações.

## Funções hiperbólicas
Assim como outras propriedades compartilhadas entre as funções trigonométricas e as funções hiperbólicas, é possível usar identidades hiperbólicas para construir uma forma semelhante de substituição:
{\displaystyle \mathrm {senh} \ x={\frac {2t}{1-t^{2}}},}
{\displaystyle \cosh x={\frac {1+t^{2}}{1-t^{2}}},}
{\displaystyle \tanh x={\frac {2t}{1+t^{2}}},}
{\displaystyle dx={\frac {2}{1-t^{2}}}\,dt.}